# Stiliagui

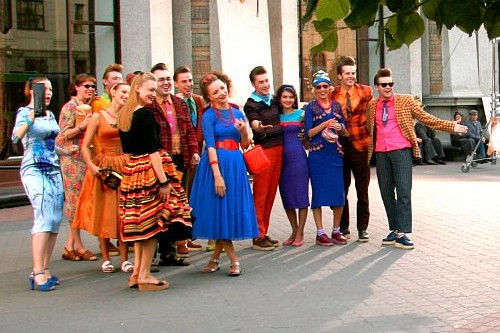
Un groupe de Stilyagi dans le film Les Zazous (2008).

Les stiliaguis (en russe : стиляги) désignent les membres d’une sous-culture subversive apparue en URSS, qui s’est développée au sein de la jeunesse des grandes villes soviétiques dès la fin des années 1940.

## Description
Ils étaient surtout reconnaissables à leurs tenues extravagantes et colorées, ainsi qu’à leur refus des normes édictées par le régime soviétique. Ils portaient également un intérêt particulier à la musique et aux danses venues de l’Ouest.
Les stilyagi s’opposaient aux codes moraux imposés par le régime en place ainsi qu’aux tenues vestimentaires très strictes et uniformes de l’époque. Jusque dans les années 1960, la presse soviétique caractérisait les stilyagi de gangs soumis à la mode et menant un mode de vie immoral. 
La presse française reprend parfois le terme anglais hipsters pour parler d’eux, et ils ont parfois été comparés aux zazous français des années 1940 ou aux teddy-boys britanniques.
En russe, le nom singulier pour désigner un membre de la sous-culture des stilyagi est un stilyaga (стиляга).

## Raisons de leur apparition[3]
L’une des raisons de l’apparition de cette sous-culture fut le développement des relations internationales en URSS, pendant et après la guerre. De plus en plus de diplomates commencèrent à se rendre dans des pays non-soviétiques qui évoluaient dans la réussite et la prospérité. De plus, bien que la propagande officielle de l’époque refusait toute importation de découvertes techniques et scientifiques au sein de l’Union soviétique, dans les faits, les ingénieurs soviétiques qui copiaient les modèles étrangers ainsi que les économistes qui n’avaient pas particulièrement foi en l’idéologie soviétique, transmettaient ces systèmes de pensées étrangers à la jeune génération. Par la suite, cette dernière contribua à les diffuser dans les sphères de la jeunesse citadine. 
Si pour les enfants de l’élite soviétique, l’attrait pour la culture étrangère était un signe de protestation et un moyen de dévoiler sa personnalité, pour une majorité des gens de cette époque, cette nouvelle sous-culture était une protection psychologique face à la pauvreté et à la débâcle qui a suivi la fin de la guerre. La morosité de l’époque, qui contrastait beaucoup avec les images diffusées au cinéma, créait une sensation de malaise au sein de la population et chez les jeunes plus particulièrement. Parallèlement, les soldats victorieux revenant de l’Ouest ramenèrent avec eux de grandes quantités de tenues, de chaussures, de bijoux et de magazines de mode venus de l’étranger. Tous ces objets contribuèrent à la création de ce qui devint la garde-robe des stilyagi. Les disques vinyles étrangers avec des musiques de jazz devinrent aussi très en vogue après la guerre. La danse Lindy Hop apparut pour la première fois en URSS le jour de l’Elbe lors de la rencontre avec les soldats américains. 

## Le terme «stiliagui»
Il existe plusieurs origines possibles du terme « stiliagui ». À l’époque stalinienne, on considérait qu’ils furent appelés ainsi car ils s’habillaient avec « style », c’est-à-dire différemment des autres. Pourtant ce terme ne provient pas directement de la langue russe et est apparu seulement en 1949 dans le journal satirique soviétique Krokodil (en russe Крокодил, soit « crocodile » en français). Le terme, qui se voulait dénigrant, aurait été inventé par l’auteur d’un article qui ne connaissait rien de plus que des idées reçues concernant cette sous-culture. Ce nom a par la suite commencé à être utilisé dans les soirées entre jeunes, désignant les personnes qui osaient danser avec « style », c’est-à-dire pratiquant une danse différente de la valse ou de la polka.
D’autres suggèrent que le terme stilyagi serait un emprunt au vocabulaire du jazz. Dans la terminologie anglophone du jazz, le verbe to steal (voler en français) désigne le fait de s’inspirer du style d’un autre jazzman.

## Mode
Dans les premières années suivant l’apparition des stilyagi, leur style vestimentaire fut très critiqué : pantalons larges et colorés, vestes amples, chapeaux à bords larges, chaussettes de couleurs improbables, cravates horribles, etc. Ce style serait inspiré du style zoot suit qui est apparu aux États-Unis dans les années 1930 et était plutôt une caricature de la mode américaine telle qu’elle était vue à travers le cinéma. 
À la fin des années 1950, le style évolua pour devenir plus élégant. Les hommes revêtirent des pantalons cigarettes, des vestes longues, des cravates fines, des hauts colorés ainsi que des chaussures à larges semelles. La coupe de cheveux privilégiée était la banane, à l’image d’Elvis Presley. Les femmes quant à elles se maquillaient beaucoup, portaient des robes colorées et considéraient comme particulièrement chic le fait de porter des jupes moulantes. Leur coiffure était le chignon ou la queue de cheval.
Parmi les accessoires indispensables des stilyagi hommes on retrouvait le jeu de cartes américain représentant des pin-ups, le porte-cigare, le stylo-plume qui était encore rare à l’époque. Dans les années 1960, ils adoptèrent entièrement le style rock’n’roll. 

## Musique et danses

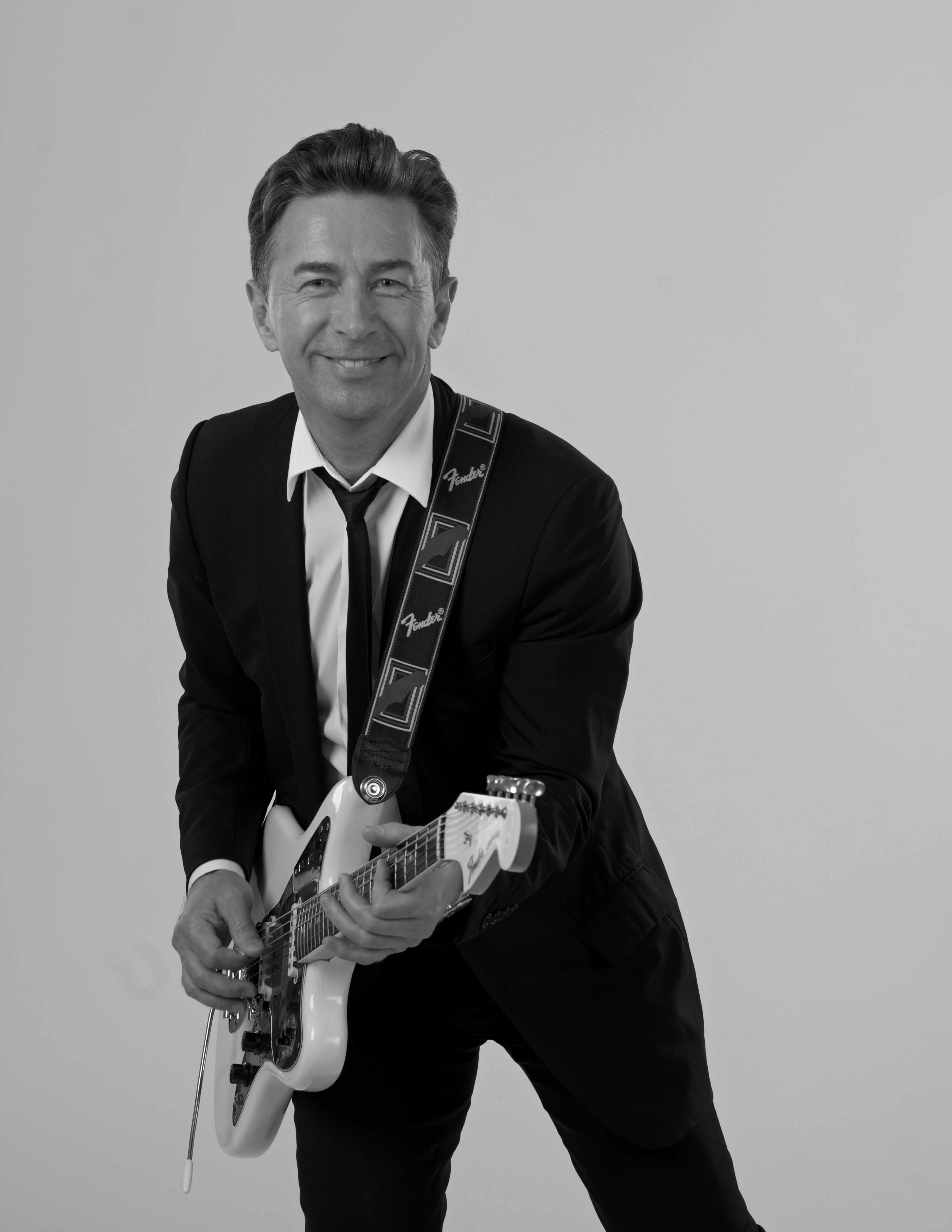
Valery Syutkin, le chanteur du groupe Bravo, était un modèle de l'image d'un stilyaga des années 1980.

La musique de l’orchestre de Glenn Miller fut très appréciée par les stilyagi dans les années 1940 et 1950. L’image du train partant pour Chattanooga dans la chanson de Miller Chattanooga Choo Choo devint pour les stilyagi le symbole de l’évasion et de l’espoir de vivre dans un monde meilleur. Les jazzmen Duke Ellington et Benny Goodman, le fox-trot allemand ainsi que le tango étaient également très appréciés.
En général, les stilyagi étaient de grands amateurs de jazz : beaucoup d’entre eux connaissaient personnellement des jazzmen ou apprenaient à jouer des instruments de musique caractéristiques de ce style. À la fin des années 1940, le boogie-woogie devint une danse très populaire parmi eux. Bien sûr, les stilyagi ne se limitaient pas aux maigres connaissances qu’ils avaient de ces musiques et de ces danses mais ils s’amusaient à les remanier à leur façon. 
Plus tard, avec l’apparition du rock’n’roll, les stilyagi s’approprièrent également ce style avec des compositeurs tels que Bill Haley, Elvis Presley ou encore Chuck Berry. 

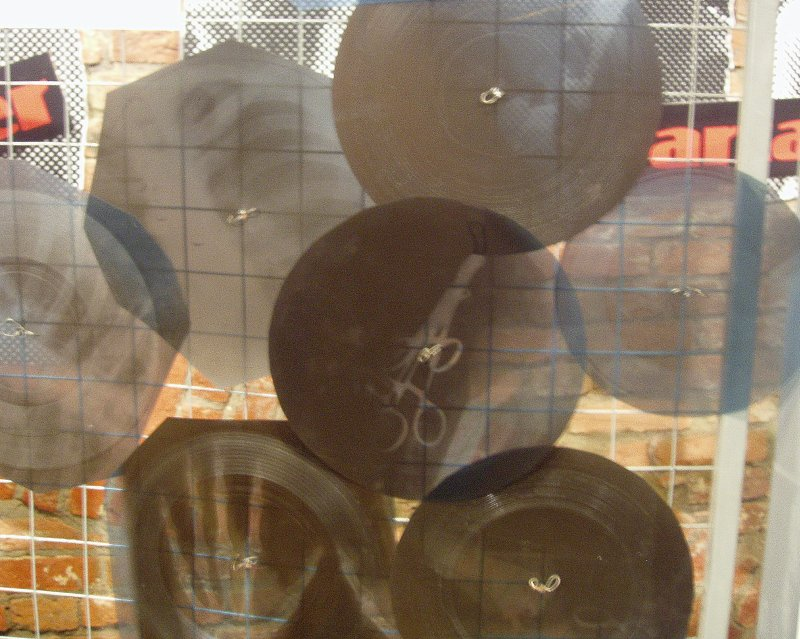
Sélection de ryobra, disques de marché noir de 78 tours coupés dans des radiographies.

Cependant, en URSS les disques vinyles étaient très rares, c’est pourquoi dans les années 1950, les stilyagi commencèrent à récupérer dans les poubelles des hôpitaux, les radiographies des patients pour y graver les musiques à la mode. On dit qu’ils y brûlaient un trou à l‘aide d’une cigarette allumée et découpaient grossièrement un cercle afin d’avoir un support pour leurs disques faits maison. En russe, ces disques artisanaux étaient appelés « ryobra » (côtes), « rock sur les os » (« рок на костях ») ou encore « le squelette de ma grand-mère » (« скелет моей бабушки »). Avec l’arrivée du magnétophone, ce phénomène prit fin.
Ces danses et ces musiques n’étaient pas interdites dans l’Union soviétique mais elles étaient tout de même mal vues et difficilement tolérées.

## Rapports des stiliaguis à la société
Les stilyagi, qui portaient un grand intérêt aux cultures d’Europe de l’Ouest et d’Amérique, devinrent dès les années 1940 des cibles privilégiées pour le parti communiste et le komsomol, l’union des jeunesses léninistes communistes qui était l’instrument d’endoctrinement auprès des jeunes. En effet, le régime soviétique était en pleine lutte contre le cosmopolitisme et les stilyagi furent rapidement traités de « cosmopolites sans Patrie » (« безродные космополиты »). La presse soviétique avait pour rôle non seulement de les ridiculiser et de dévoiler à la population la nature perverse des stilyagi mais aussi de les pointer du doigt en tant qu’ennemis potentiels du pouvoir soviétique. On pouvait lire des messages tels qu'« aujourd’hui il joue le jazz, demain il vendra sa Patrie ».
Le comportement des stiliaguis était condamné lors des réunions du komsomol et des réunions étudiantes. Si les mises en garde ne suffisaient pas, les étudiants pouvaient être exclus de leur université ou du komsomol, ce qui avait un impact négatif sur leur future recherche d’emploi ou même sur la façon dont ils pouvaient être traités par les fonctionnaires du parti. Jusqu’à la mort de Staline en 1953, de nombreuses personnes furent arrêtées et déportées dans des camps. La répression prit fin au début des années 1960, pour diverses raisons. Tout d’abord, la légalisation de nombreux attributs qui furent autrefois interdits tels que le jazz, supprima le caractère déviant de cette sous-culture. Puis, l’apparition de nombreux courants de jeunesse beaucoup plus importants tels que les hippies ou la Beatlemania contribuèrent à la disparition du mouvement.

## Les stiliaguis au cinéma
En décembre 2008, le réalisateur Valery Todorovski produisit le film musical Stilyagi (Стиляги) qui remporta un très grand succès en Russie. Le film raconte l’histoire d’un jeune homme soviétique ordinaire qui devient un jour membre d’un groupe de stiliagui dans le Moscou des années 1950.
Après la sortie du film, la Russie connut un regain d’intérêt pour cette mode des années 1950 et les stiliaguis devinrent le thème de nombreux bals universitaires, évènements, mariages ou même soirées d’entreprises.